# Indisk engelsk
Indisk engelsk ( IE ) er en gruppe engelske dialekter, der tales i Republikken Indien og blandt den indiske diaspora .  Engelsk bruges af den indiske regering til kommunikation, sammen med hindi, som nedfældet i Indiens forfatning .  Engelsk er også et officielt sprog i syv stater og syv unionsterritorier i Indien, og det yderligere officielle sprog i syv andre stater og et unionsområde. Ydermere er engelsk det eneste officielle sprog i det indiske retsvæsen, medmindre statsguvernøren eller den lovgivende magt giver mandat til brugen af et regionalt sprog, eller hvis Indiens præsident har givet godkendelse til brugen af regionale sprog i domstolene. 